# Piratenpartei Österreichs
Die Piratenpartei Österreichs (Kurzbezeichnung: PIRAT, Abkürzung: Piraten) ist eine im Juli 2006 von Florian Hufsky gegründete österreichische Partei. Sie versteht sich in Anlehnung an die schwedische Piratpartiet als Partei der Informationsgesellschaft, ist Teil der internationalen Bewegung der Piratenparteien und war bis 10. Dezember 2022 Mitglied der Pirate Parties International.
Auch wenn die Netzpolitik den Identitätskern der Partei bildet, ist sie mittlerweile programmatisch mehr als eine reine Interessenvertretungspartei der „Digital Natives“.

## Parteiprogramm
Das derzeit gültige Parteiprogramm der Piratenpartei Österreichs umfasst ein weites Themenfeld. Durch basisdemokratische Abstimmungen auf den Bundesgeneralversammlungen sowie über Liquid (ein LiquidFeedback Fork) werden Programmpunkte ergänzt oder verändert.

### Privatsphäre
Die Piratenpartei setzt sich für die Stärkung und den Erhalt der Privatsphäre des Einzelnen ein, die nach Ansicht der Partei immer mehr eingeschränkt wird. Die Partei ist der Meinung, dass Überwachung begrenzt und kontrolliert sein soll und die Privatsphäre nur im äußersten Notfall ausgehebelt werden darf.
Forderungen der Piratenpartei Österreich zur Bewahrung der Privatsphäre sind:
- Keine Vorratsdatenspeicherung, keine Flugpassagierüberwachung, kein Polizeitrojaner und kein automatisierter Kennzeichenabgleich
- Novellierung des SPG, Standortdatenabfrage nur mit richterlicher Kontrolle
- Stärkere Durchsetzung des Datenschutzgesetzes 2000, Videoüberwachung nur mit Genehmigung
- Aufwertung der Datenschutzkommission, Einsetzen eines Datenschutzbeauftragten nach deutschem Vorbild
- Finanzielle Entschädigungen bei Datenverlust sowie Bußgelder für die verantwortlichen Unternehmen

### Urheberrecht
In den Augen der österreichischen Piraten wird eine ausgewogene Balance zwischen den allgemeinen Anforderungen der Verfügbarkeit und Verbreitung auf der einen Seite und den Forderungen des Schaffenden nach Anerkennung und Vergütung auf der anderen Seite benötigt. Ein an die moderne Zeit angepasstes Urheberrecht soll dies bewerkstelligen.
Forderungen bezüglich des Urheberrechtes hat die Piratenpartei folgende:
- Legalisierung der nicht kommerziellen Privatkopie
- Verhinderung der Zensur durch Urheberrechtsklagen
- Verkürzung der Schutzdauern
- Wahrung der künstlerischen Freiheit

### Patentrecht
Streitpunkte im Patentrecht sehen die Piraten in den Punkten Patente auf Leben und zunehmende Monopolisierung von Produkten, was keinen Konkurrenzkampf mehr ermöglicht. Patente auf Lebensmittel, lebensrettende Medikamente und Operationsmethoden sind für die Piratenpartei Österreichs nicht akzeptabel. Das Programm nimmt auch Bezug auf die Trivialpatente.
In Sachen Patentrecht fordert die Partei:
- Verhinderung von Trivialpatenten durch strengere Patentierungsregeln
- Öffnung des Patentmarktes für Klein- und Mittelbetriebe
- Ende der Behinderung der Wissenschaft durch bestehende Patente
- zeitliche Begrenzung von Patenten

### Bildung
Im Bereich der österreichischen Bildung fordern die Piraten eine bessere Nutzung des Internets als Lehrunterlage. Weiters fordern sie frei verfügbare Lehrmaterialien von Studien. Es dürfe nicht sein, dass benachteiligten Menschen der Zugang zum Wissen verwehrt wird.
Zusammenfassung der Forderungen:
- Förderung offener Lehrmaterialien
- Zugangsbeschränkungen abbauen
- Verbesserung der technischen Infrastruktur
- Finanzielle Unterstützung des Bildungswesens

### Weitere Programmpunkte
Weitere Programmpunkte der Piraten sind die Reform des Suchtmittelgesetzes und das bedingungslose Grundeinkommen.

## Organisationsstruktur
Die Organisationsstruktur der Piratenpartei unterscheidet sich weitgehend von der anderer Parteien.

### Bundesvorstand
Die Piratenpartei hat keinen Bundesvorsitzenden, sondern einen Bundesvorstand (BV), der aus derzeit fünf gleichberechtigten Mitgliedern besteht. Die thematische Außenvertretung der Partei besorgen der Bundesvorstand und die diversen Themensprecher. Die Piratenpartei verzichtet im Interesse der Basisdemokratie bewusst auf einen „Parteichef“, um die Strukturen flach und hierarchiefrei zu halten.

#### Bundesvorstand
Der derzeitige Bundesvorstand wurde am 25. September 2021 gewählt.
| Jahr    | Wahl               | Bundesvorstand                    | Bundesvorstand                    | Bundesvorstand               | Bundesvorstand                   | Bundesvorstand                 |
| ------- | ------------------ | --------------------------------- | --------------------------------- | ---------------------------- | -------------------------------- | ------------------------------ |
| 2024    | 16. März 2024      | Sebastian Weiland                 | Cosma Tieber                      | Florian Lammer               | Gerald Kainz                     |                                |
| 2022/23 | 10. Dezember 2022  | Peter Grassberger                 | Roland Schneider (zurückgetreten) | Cosma Tieber                 | Florian Lammer                   |                                |
| 2021/22 | 25. September 2021 | Peter Grassberger                 | Dominik Schramm (zurückgetreten)  |                              |                                  |                                |
| 2020/21 | 8. Februar 2020    | Harald Bauer                      | Cosma Tieber                      | Julian Seidl                 | Julia Walloch (zurückgetreten)   | Roland Schneider (nachbesetzt) |
| 2018    | 20. Oktober 2018   | Harald Bauer (zurückgetreten)     | Cosma Tieber                      | Ernst Spitaler               | Julian Seidl (nachbesetzt)       | -                              |
| 2017    | 25. Juni 2017      | Harald Bauer                      | Gerald Kainz                      | Cosma Tieber (nachbesetzt)   | -                                | -                              |
| 2016    | 2. April 2016      | Marcus Hohenecker                 | Roland Schneider                  | Harald Bauer                 |                                  |                                |
| 2014    | 16. November 2014  | Marcus Hohenecker                 | Florian Lammer                    | Nora Walchshofer             | Erwin Ernst Steinhammer          | Harald Bauer                   |
| 2014    | 19. Jänner 2014    | Christopher Clay (zurückgetreten) | Lukas Daniel Klausner             | Nora Walchshofer             | Bernhard Hayden (zurückgetreten) | Marcus Hohenecker              |
| 2013    | 23. Juni 2013      | Christopher Clay                  | Lukas Daniel Klausner             | André Igler                  | Andreas Czák                     | Walter Bonhardi                |
| 2013    | 3. Februar 2013    | Christopher Clay                  | Werner Reiter (zurückgetreten)    | Rodrigo Jorquera             | Lukas Daniel Klausner            | André Igler                    |
| 2012/13 | 28. Oktober 2012   | Christopher Clay                  | Marlies Wawra                     | Rodrigo Jorquera             | Lukas Daniel Klausner            | André Igler                    |
| 2012    | 1. April 2012      | Gerhard Kleineberg                | Patryk Kopaczynski                | Jonas Reindl                 | Stephan Raab                     | Rodrigo Jorquera               |
| 2011/12 |                    | Gertrude Hamader (Nachbesetzung)  | Patryk Kopaczynski                | Jonas Reindl (Nachbesetzung) | Sylvester Heller                 |                                |

### Bundesgeschäftsführung
Die Bundesgeschäftsführung (BGF) ist mit der Mitgliederverwaltung und den Rechtsgeschäften der Piratenpartei Österreichs betraut.
| Jahr    | Wahl               | Bundesgeschäftsführung |
| ------- | ------------------ | --- |
| 2024    | 16. März 2024      | Balázs Bárány, Peter Grassberger, Julian Seidl                                                                               |
| 2022/23 | 10. Dezember 2022  | Balázs Bárány, Julian Seidl, Wolfgang Suchy                                                                                  |
| 2021/22 | 25. September 2021 | Balázs Bárány, Julian Seidl, Wolfgang Suchy                                                                                  |
| 2020    | 8. Februar 2020    | Balázs Bárány, Janick-Fabian Koder, Wolfgang Suchy                                                                           |
| 2018    | 20. Oktober 2018   | Andreas Marek, Roland Schneider                                                                                              |
| 2017    | 25. Juni 2017      | Andreas Marek, Roland Schneider                                                                                              |
| 2016    | 2. April 2016      | Kay Schroeder, Roland Schneider (ab September 2016); (Peter Postmann, Andreas Johannes Biberhofer – beide zurückgetreten)    |
| 2015    | 16. November 2014  | Peter Grassberger, Michael Himmelbauer                                                                                       |
| 2014    | 16. November 2014  | Bernhard Bösch, Peter Grassberger, Michael Himmelbauer, Florian Hirt und Thomas Böhm                                         |
| 2014    | 13. Jänner 2014    | Bernhard Bösch, Peter Grassberger und Andreas Schmid                                                                         |
| 2013    | 23. Juni 2013      | Albert Gugerell (zurückgetreten, Stephan Mehofer als Nachbesetzung), Florian Salmhofer, Peter Grassberger, Wolfgang Panhuber |

Das Organ Bundesschatzmeister wurde auf der BGV 2013-2 abgeschafft.
| Jahr    | Wahl             | Schatzmeister                               | weitere Mitglieder |
| ------- | ---------------- | ------------------------------------------- | --- |
| 2013    | 3. Februar 2013  | Manfred Moschner (zurückgetreten)           | Peter Grassberger, Albert Gugerell, Florian Salmhofer, Alexander Schwetz (zurückgetreten, Wolfgang Panhuber als Nachbesetzung) |
| 2012/13 | 28. Oktober 2012 | Albert Gugerell                             | Daniel Gruß, Florian Salmhofer, Rene Dyma                                                                                      |
| 2012    | 1. April 2012    | Andreas-Johannes Biberhofer                 | Anton Holzer (Nachbesetzung), Stefan Bürbaum                                                                                   |
| 2011/12 |                  | Andreas-Johannes Biberhofer (Nachbesetzung) | Stefan Bürbaum (Nachbesetzung)                                                                                                 |

### Erweiterter Bundesvorstand
Der erweiterte Bundesvorstand (EBV) tritt zusammen, wenn akute Entscheidungen nötig sind.
Er besteht aus dem Bundesvorstand, der Bundesgeschäftsführung und dem Länderrat.
In vorigen Jahren wurden auch direkt gewählte Mitglieder in den EBV erhoben, dies wurde auf den letzten zwei Bundesgeneralversammlungen jedoch abgelehnt und schlussendlich gestrichen:
| Jahr    | Wahl             | Mitglieder                                                  |
| ------- | ---------------- | ----------------------------------------------------------- |
| 2013    | 3. Februar 2013  | —                                                           |
| 2012/13 | 28. Oktober 2012 | —                                                           |
| 2012    | 1. April 2012    | Christoph Huter, Gertrude Hamader, Marcus Grimas, Rene Dyma |

## Landesorganisationen
Die Landesorganisationen der Piratenpartei Österreichs sind finanziell und inhaltlich weitestgehend eigenständig, nicht jedoch rechtlich.
| Landesorganisation | Landesvorstand                                                                   | Länderrat/-rätin / Landessprecher | Wahl              | Homepage / Anmerkung               |
| ------------------ | -------------------------------------------------------------------------------- | --------------------------------- | ----------------- | ---------------------------------- |
| Burgenland         | Landesorganisation aufgelöst                                                     |                                   | -                 | burgenland.piratenpartei.at        |
| Kärnten            | Landesorganisation aufgelöst                                                     |                                   | -                 | kaernten.piratenpartei.at          |
| Niederösterreich   | Landesorganisation aufgelöst                                                     |                                   | -                 | niederoesterreich.piratenpartei.at |
| Oberösterreich     | Landesorganisation aufgelöst                                                     |                                   | -                 | oberoesterreich.piratenpartei.at   |
| Salzburg           | Landesorganisation aufgelöst                                                     | Landesorganisation aufgelöst      | -                 | salzburg.piratenpartei.at          |
| Steiermark         | Peter Grassberger, Sebastian Weiland, Lammer Florian, Julian Seidl, Cosma Tieber | Sebastian Weiland                 | 13. Jänner 2023   | steiermark.piratenpartei.at        |
| Tirol              | Landesorganisation aufgelöst                                                     |                                   | -                 | -                                  |
| Vorarlberg         | Landesorganisation aufgelöst                                                     |                                   | -                 | Hat sich im Juni 2016 aufgelöst.   |
| Wien               | Roland Schneider, Balazs Barany                                                  | Roland Schneider                  | 12. November 2021 | wien.piratenpartei.at              |

## Finanzen
Die Piratenpartei Österreichs finanziert sich derzeit über den Mitgliedsbeitrag von 40 Euro pro Jahr und Spenden. Spenden von natürlichen Personen werden ab 100 Euro je Geschäftsjahr veröffentlicht. Jegliche anderen Spenden werden quartalsweise veröffentlicht.

## Geschichte
Nach den ersten Erfolgen der schwedischen Piratenpartei fanden sich im Internet Interessierte zusammen und arbeiteten Satzung und Parteiprogramm aus. Die offizielle Gründungsversammlung fand im Juli 2006 statt.
Im September 2012 nahm die Partei das Online Demokratie Werkzeug Liquid in Betrieb.
In diesem Werkzeug sind zahlende Mitglieder der Piratenpartei stimmberechtigt.
Mit seiner Hilfe werden sowohl Statuten als auch Parteiprogramm verbindlich beschlossen.
Im Juli 2013 konnte die Partei die zum bundesweiten Antritt bei der Nationalratswahl am 29. September 2013 benötigten 2600 Unterstützungsunterschriften sammeln.
Aufgrund der Netzsperren 2014 hat die Partei vorbeugend einen Proxy auf The Pirate Bay eingerichtet.
2015 hat die Piratenpartei zum viel kritisierten Staatsschutzgesetz eine parlamentarische Bürgerinitiative erfolgreich eingereicht.

Großes Aufsehen erreichte die Wahlwerbung der Landesorganisation Oberösterreich zur Gemeinderatswahl 2015. Diese zeigte die Innenministerin Johanna Mikl-Leitner mit dem Text "Johanna möchte dir zuschauen!" als Werbebanner auf der populären Pornoseite YouPorn.
2022 verließ die Partei die Pirate Parties International.

## Wahlen

### 2006 bis 2009
Die Piratenpartei scheiterte im Sommer 2006 bei dem Versuch, die notwendigen 2600 Unterstützungserklärungen für einen Antritt bei den österreichischen Nationalratswahlen am 1. Oktober 2006 zu sammeln. Bei der Wahl zur Österreichischen Hochschülerschaftsvertretung im Mai 2007 trat an mehreren Universitäten die Fraktion Piraten – Fairness, Fnord & freie Skripten an, welche durch Initiative eines Salzburger Partei-Mitbegründers ins Leben gerufen wurde. Der Einzug in die Bundesvertretung gelang damals nicht. Doch konnte mit erreichten 4,16 % an der Salzburger-ÖH und der späteren Teilnahme an der KGW-Fakultätsvertretung, ohne nennenswerten Einsatz von Wahlkampfkosten ein beachtliches Ergebnis erzielt werden.
Am 14. Juli 2008 gab die Piratenpartei bekannt, bei den Nationalratswahlen 2008 antreten zu wollen, erreichte aber die notwendige Anzahl der Unterstützungserklärungen nicht. Auf einen Antritt zur Europawahl 2009 verzichtete man.

### 2010 bis 2012
Am 14. März 2010 nahm die Piratenpartei in Bregenz erstmals an einer Gemeindewahl teil und erzielte 1,62 % der Wählerstimmen.
Am 15. April 2012 erreichte die eigenständige Piraten Partei Tirol bei der Gemeinderatswahl in Innsbruck 3,8 %, wodurch erstmals ein Pirat in eine kommunale Vertretung einzog.
Bei der Gemeinderatswahl in Graz am 25. November 2012 erreichten die Piraten 2,70 % der Stimmen und zogen mit einem Mandat in den Gemeinderat ein.

### 2013
Bei der Landtagswahl in Kärnten 2013 erreichte die Piratenpartei 0,99 % der Stimmen (3.199 Stimmen) und wurde damit stärkste Partei außerhalb des Landtags. Bei der Landtagswahl in Niederösterreich 2013 konnte die Partei nur in einem Wahlbezirk antreten und erreichte dort 0,89 %, was landesweit 0,05 % entspricht (501 Stimmen).
Bei der Landtagswahl in Salzburg am 5. Mai konnten 1,30 % der Stimmen (3.456 Stimmen) erreicht werden.
Bei der ÖH-Wahl 2013 am 14.–16. Mai traten die Unipiraten an 6 Universitäten an und konnten mit 5,58 % an der Universität Wien sowohl ein Universitätsvertretungsmandat als auch ein Bundesvertretungsmandat erringen (Bundesweites Ergebnis: 2,21 %).
Die Piratenpartei Österreichs kandidierte bei der Nationalratswahl 2013 bundesweit und erreichte 0,77 % der Stimmen (36.265 Stimmen).

### 2014
Zur Europawahl 2014 beteiligten sich die Piraten am Wahlbündnis Europa anders (ANDERS), an dem unter anderem die KPÖ, Der Wandel sowie Unabhängige wie der aktuelle Europaparlamentarier Martin Ehrenhauser beteiligt waren.
Die Piratenpartei Österreichs kandidierte bei der Landtagswahl in Vorarlberg 2014, wo sie 0,47 % der Stimmen erreichte.

### 2015
Bei der Landtags- und Gemeinderatswahl in Wien 2015 beteiligte sich die Piratenpartei am Wahlbündnis Wien anders.

### 2016
Die mittlerweile zur Landespartei umgewandelte LP Wien hat das Wahlbündnis Wien anders verlassen.

### 2017
Bei der Gemeinderatswahl in Graz 2017 wurde das Grazer Mandat wieder verloren.
Die Piratenpartei Österreichs ist nicht bei der vorgezogenen Nationalratswahl 2017 angetreten.

### 2021
Die Piratenpartei trat zur Grazer Gemeinderatswahl 2021 an, konnte aber kein Mandat erreichen.

### 2023
Im Rahmen der ÖH-Wahl kandidierten Piraten an der Karl-Franzens-Universität Graz. Mandat wurde keines erreicht.